# حمام فرادنبه
حمام فرادنبه،  مربوط به سال ۱۲۷۹ ه.ق است و در شهر فرادنبه،  شهرستان بروجن و استان چهارمحال و بختیاری واقع شده است. این اثر در تاریخ ۱۸ اسفند ۱۳۸۷ با شمارهٔ ثبت ۲۵۳۶۸ به‌عنوان یکی از آثار ملی ایران به ثبت رسیده است.